# Wiktoryni
Wiktoryni – kongregacja zakonna skupiona wokół podparyskiego opactwa św. Wiktora. Jej członkowie, znani z wysokiej kultury intelektualnej, wnieśli znaczący wkład w rozwój filozofii i teologii średniowiecznej. 

## Historia
W 1108 roku Wilhelm z Champeaux, archidiakon i scholastyk katedry Notre-Dame w Paryżu, zrzekł się wszystkich funkcji i osiadł przy kaplicy cmentarnej na lewym brzegu Sekwany, pragnąc zająć się wyłącznie modlitwą i nauczaniem. Szybko dołączyli do niego liczni naśladowcy, a nowa wspólnota zaczęła kierować się Regułą św. Augustyna. Od początku mocno zaangażowała się też w dzieło reformy Kościoła. Protekcja biskupa a następnie króla pozwoliła się jej szybko rozwinąć. W 1113 roku uzyskała rangę opactwa, a Wilhelm został biskupem Châlons. W tej sytuacji pierwszym opatem został jego uczeń, Gilduin (zm. 1155), który doprowadził do rozkwitu nowej kongregacji.
Cechami wyróżniającymi wiktorynów były znacznie żywsze niż w przypadku innych współczesnych kierunków reformy zakonnej związki z życiem miejskim i dworem królewskim. Rozbudowana liturgia sygnalizuje wpływy kluniackie, jednakże posty, rodzaj ubioru i początkowa praca ręczna znamionują wpływy norbertańskie. Ta ostatnia została szybko zastąpiona została przez aktywność naukową i szkolną. Według Hugona ze św. Wiktora, studia kanoników, poprzez wzbogacanie refleksji własnej i uczniów nad swoją egzystencją, miały pomagać w szukaniu drogi ku Bogu. Ważnym zadaniem wiktorynów była zatem opieka duszpasterska (poprzez głoszenie kazań i spowiadanie) nad tak prężnie rozwijającym się w XII wieku paryskim środowiskiem naukowym. Cechy te sprawiły, że kongregacja św. Wiktora pozostała stosunkowo elitarną. Nie przeszkodziło jej to jednak w osiągnięciu znacznego sukcesu, zwłaszcza w północnej Francji i w Anglii. Liczbę podległych jej opactw szacuje się na ok. 12 w XII wieku i ok. 40 w momencie śmierci Ludwika VII w 1270 roku. To rozprzestrzenianie odbywało się jednak przede wszystkim poprzez afiliację już istniejących kanonii czy grup kanoników, a nie, jak to było w przypadku innych zakonów powstających w XII w., poprzez fundację nowych klasztorów.
Znaczenie wiktorynów jako szkoły filozoficznej gwałtownie osłabło po roku 1173. Opatem został wówczas Walter (zm. ok. 1180), zacięty wróg scholastyki i teologii dialektycznej. W swoim dziele Contra quatuor labyrinthos Franciae (Przeciw czterem zawiłościom francuskim) skrytykował on czterech wiodących teologów epoki: Abelarda, Gilberta de la Porrée, Piotra Lombarda i Piotra z Poitiers. Odrzucając ich tradycję intelektualną odrzucił również fundamenty, na których opierała się szkoła wiktoriańska. Od tego czasu opactwo pozostawało jedynie niewyróżniającą się kongregacją augustiańską.

## Przedstawiciele
- Achard ze św. Wiktora(inne języki)
- Adam ze św. Wiktora(inne języki)
- Andrzej ze św. Wiktora(inne języki)
- Gotfryd ze św. Wiktora(inne języki)
- Hugon ze św. Wiktora
- Ryszard ze św. Wiktora
- Tomasz Gallus(inne języki)
- Walter ze św. Wiktora(inne języki)
- Wilhelm z Champeaux